# Stella-Plage

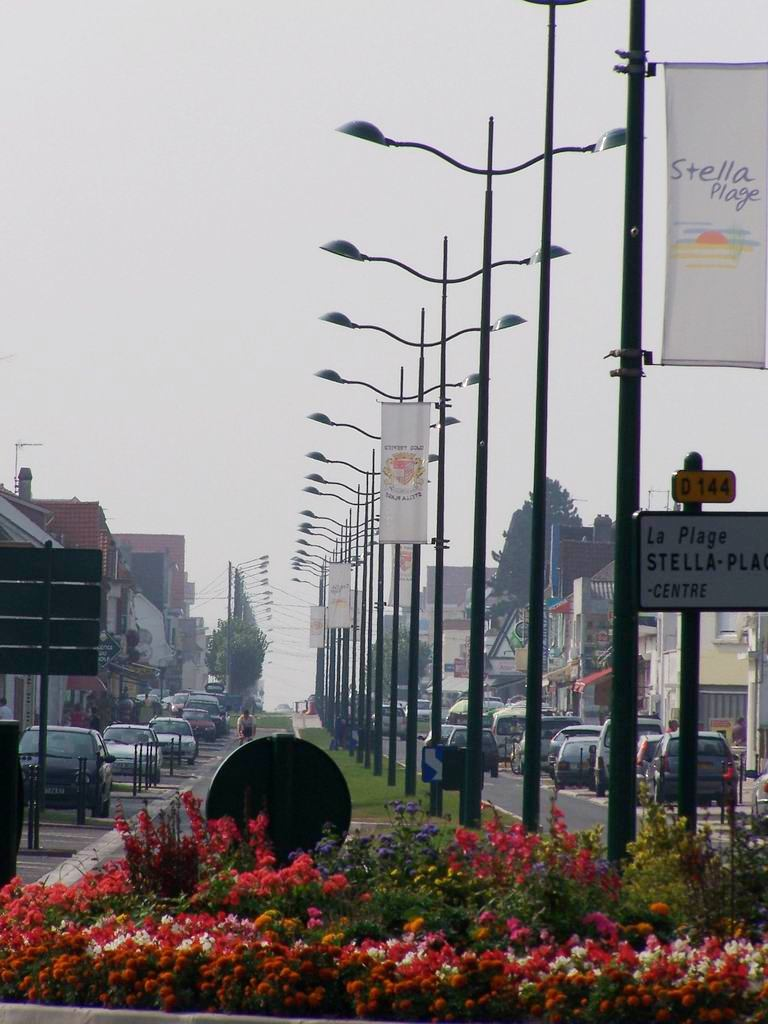
Boulevard Edmond Labrasse

Stella-Plage is een badplaats aan de Opaalkust en onderdeel van de in het departement Pas-de-Calais gelegen gemeente Cucq.

## Geschiedenis
Stella-Plage ontstond op het grondgebied van de Abdij van Sint-Joost (Abbaye de Saint-Josse) dat tijdens de Franse Revolutie werd geconfisqueerd en daarna openbaar verkocht. Uiteindelijk was het de heer Rigaux die in 1858 het deel van het domein verwierf waar later Stella-Plage werd gesticht.
Begin 20e eeuw vond een grote verkaveling plaats, zelfs de grootste van Frankrijk in die tijd, waarbij een stervormig stratenpatroon uitstraalde vanaf de kust. Deze ontwikkeling werd vertraagd door de Eerste Wereldoorlog. In 1921 werd de Association Syndicale Libre des Propriétaires de Stella Plage opgericht. In 1925 werd Stella-Plage geklasseerd als Station Climatique en in 1930 werd het Syndicat d'Initiative (Vereniging voor Vreemdelingenverkeer) opgericht. Er kwamen sindsdien ook vele voorzieningen, waaronder een boulevard, scholen en een zuiveringsinstallatie. Villa's werden gebouwd als zomerverblijf voor rijke stedelingen. Allerlei festiviteiten werden georganiseerd.
Tijdens de Tweede Wereldoorlog werden de villa's grotendeels verwoest. Slechts twee villa's overleefden het oorlogsgeweld. Na de oorlog werd Stella-Plage herbouwd.

## Bezienswaardigheden
- De Sint-Theresiakerk (Église Sainte-Thérèse-de-l'Enfant-Jésus), aan het Place Royale.
- De Onze-Lieve-Vrouw-Verlosserkapel (Chapelle Notre-Dame-de-la-Délivrance) aan de Rue Albert.
- De Poolse Stella-Mariskapel (Chapelle Stella-Maris) aan de Rue du Baillarquet.

## Natuur en landschap
De plaats wordt, evenals de naburige badplaatsen, gekenmerkt door een breed zandstrand, gelegen aan Het Kanaal en behorend tot de Opaalkust. Ten noorden en ten zuiden zijn er duingebieden, maar een deel ervan is bebouwd of voorzien van golfterreinen, campings en dergelijke. Het overige duingebied is tegenwoordig beschermd.

## Nabijgelegen kernen
Merlimont, Cucq, Le Touquet-Paris-Plage